# Pniewo (gromada w powiecie gryfińskim)
Pniewo – dawna gromada, czyli najmniejsza jednostka podziału terytorialnego Polskiej Rzeczypospolitej Ludowej w latach 1954–1972.
Gromady, z gromadzkimi radami narodowymi (GRN) jako organami władzy najniższego stopnia na wsi, funkcjonowały od reformy reorganizującej administrację wiejską przeprowadzonej jesienią 1954 do momentu ich zniesienia z dniem 1 stycznia 1973, tym samym wypierając organizację gminną w latach 1954–1972.
Gromadę Pniewo z siedzibą GRN w Pniewie utworzono – jako jedną z 8759 gromad na obszarze Polski – w powiecie gryfińskim w woj. szczecińskim na mocy uchwały nr V/44/54 WRN w Szczecinie z dnia 5 października 1954. W skład jednostki weszły obszary dotychczasowych gromad Bartkowo, Krajnik, Nowe Czarnowo, Pniewo, Żórawie i Żórawki ze zniesionej gminy Żórawie, obszary dotychczasowych gromad Steklinko, Steklno i Włodkowice oraz miejscowość Zaborze z dotychczasowej gromady Babinek ze zniesionej gminy Borzym, a także obszar dotychczasowej gromady Krzypnica ze zniesionej gminy Widuchowa – w tymże powiecie. Dla gromady ustalono 12 członków gromadzkiej rady narodowej. Był to zatem rzadki przypadek nowo utworzonej gromady większej niż dotychczasowa gmina.
Gromada przetrwała do końca 1972 roku, czyli do kolejnej reformy gminnej.